# 大韓民国における犬肉の消費
この項目では、大韓民国における犬肉の消費（だいかんみんこくにおけるけんにくのしょうひ）について解説する。朝鮮語で犬肉は개고기（ケゴギ、ケーゴギ、〈直訳：イヌにく〉）と言い、紀元1世紀の三国時代からの長い歴史がある。しかし、近年は動物の権利と衛生上の懸念から、犬肉を食することは韓国と世界中の両者で物議をかもしている。
いくつかの情報源によると、現代の韓国では特に若者の間で犬肉の消費はあまり一般的でなくなり、その習慣は衰退しつつある。消費されるイヌの数の推定はばらつきが大きく、Korean Animal Rights Advocates（KARA）によると、韓国では年間約78万頭ないし100万頭のイヌが消費されているという。牡丹市場の売上高はここ数年間減少しており、2017年に年あたり約2万頭に減少した。韓国の統計情報サービス2015年農業センサスは、521,201頭のイヌを飼育している合計24,671の施設を報告したが、この数字はペット産業用に飼育された動物と食肉用に飼育された動物の両方を含んでいる。太平洞複合施設は、毎年数十万頭のイヌの食肉処理場として機能したが、2018年に韓国政府によって閉鎖された。この動きは屠殺場があった城南市議会の投票から5年後に起こった。
2018年6月に、韓国のある地方裁判所は犬肉の消費は違法ではないが、肉のためにイヌを殺すことは違法であるとの判決を下した。
2024年1月9日、韓国の国会で食用を目的とする犬の取引などを禁止する法律が与野党の賛成多数で可決・成立した。3年間の猶予期間を経て施行される。違反した場合、3年以下の懲役、3000万ウォン以下の罰金。食用の犬の飼育や繁殖、食肉処理、販売の禁止を定めている。

## 歴史
一般的慣習として、決して韓国の歴史を通して食事の主流でなかった。犬肉の消費は、孤立した事例では古代にさかのぼり得る。慶尚南道昌寧郡の新石器時代集落でイヌの骨が発掘された。西暦4世紀までさかのぼるユネスコ世界遺産の、北朝鮮黄海南道の高句麗古墳群の壁画は貯蔵庫で屠殺された犬が描かれている(Ahn, 2000)。
新羅王朝（紀元前57年–935年）の半ばから高麗王朝（918年–1392年）にかけて仏教は国教であり、牛肉を食べることは不道徳と考えられ、最初は推奨されず、その後禁止された（ウシは人間の仕事仲間と見なされていた）。一般的に動物の生命は神聖とされ、肉を食べることは最小限にされた。しかし海産物を食べることは一般的なままであった。高麗王朝の後半に、犬肉を食べる習慣が遊牧民の契丹人らによって導入された。モンゴルの侵攻の間に彼らは戦争難民として高麗に流れ込んだ。侵攻したモンゴル人らは牛肉禁止を解除し、モンゴル支配の間に肉の消費は合法化された。朝鮮王朝（1392年–1910年）の間に、少数派の契丹人らは最終的に「白丁」、最初の屠畜者階級として社会構造に同化し、社会の最下層を占めた。朝鮮政府は白丁に野犬問題に取り組む任務を割り当て、かくして犬肉は貧民（そして下層階級）の食品目になった。朝鮮王朝時代においては特定の政府当局者らはイヌは人間の伴侶であると主張し、犬肉の消費禁止を望んだ。
1816年ころに、当時朝鮮王朝の著名な政治家で学者である丁若鏞の次男丁学游は、『農家月令歌』(농가월령가)と称する詩作品を書いた。この詩作品は韓国の民俗史の重要な情報源であり、韓国の普通の農家が一年の各月に何をしたかを説明しているものである。この詩作品の8月の項においては、既婚の女がゆでた犬肉、餅、および米酒を持って両親を訪ねる描写があり、当時の犬肉の人気を示している (Ahn, 2000; Seo, 2002)。1849年に韓国の学者洪錫謨が書いた本『東國歲時記』（동국세시기）にはゆでたイヌ1匹、ワケギ複数、赤いチリ・ペッパー粉末を使用するポシンタンの調理法が記載されている。韓国には三伏と呼ばれる伝統的な記念日があり、現代の韓国人はサムゲタンを食べるが、一部の人は代わりに犬肉のスープであるポシンタンを食べる。

## 現状

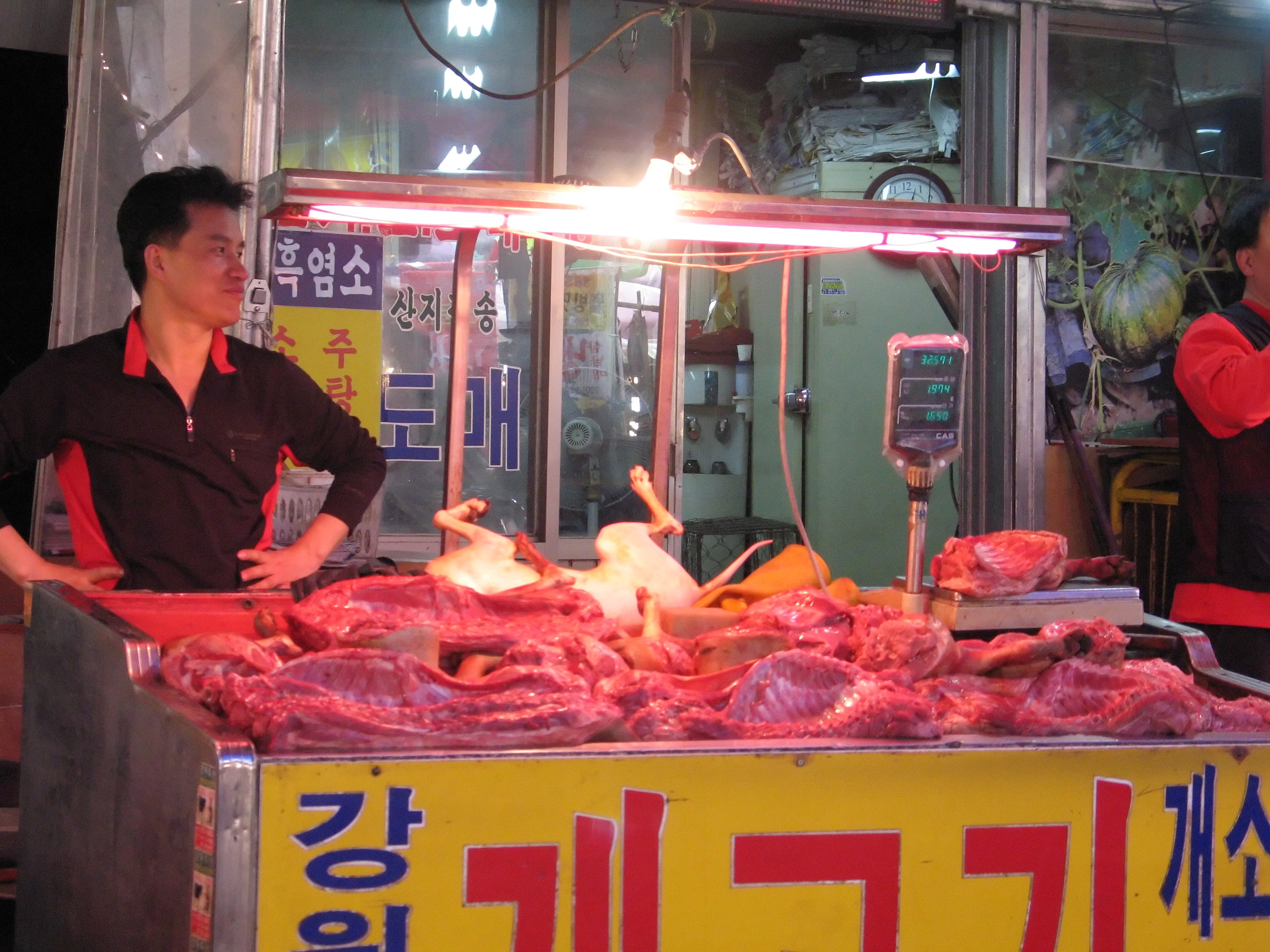
ソウルの京東市場で売られている犬肉

ソウルでポシンタンを出すレストランは2019年頃には100を割っていると見られ、その数は毎年減少し続けている。一部のレストランは、年あたり20〜30％の消費量の減少を報告している。
犬肉がもっとも消費されるのは夏場である。犬肉はローストされるか、スープやシチューに入れられる。これらスープのうち最も人気があるのは夏場の体温のバランスをとるためのスパイシーなスープである「ヘジャンクク」である。これは、自分の「気」、すなわち身体の活力のバランスをとることによって健康を確保すると考えられている。19世紀において、犬肉をワケギおよびチリパウダーといっしょに煮込んで料理されたヘジャンククの例が報告されている。ヘジャンククの中には鶏肉とタケノコが入れられることもある。
2016年12月13日に、牡丹市場におけるイヌの屠殺の終了と屠殺施設の閉鎖が地方自治体と業者らの協会によって発表された。市場の在り方を変更することによって市場に対する否定的な見方を緩和しようとの都市プロジェクトの一環であった。市場にあるすべてのイヌの屠殺施設は、2017年5月までに撤去される予定であった。業者らはその過程で政府によって財政的に援助されることになっていた。抗議者らはこの決定に触発され、2017年2月に釜山の亀浦市場に集まり、そこの犬肉販売業者の閉鎖を求めた。亀浦市場は牡丹市場と同じくらいの大きさであり、朝鮮王朝以来存在している。ここ数十年の間に、市場の犬肉販売業者の数は、観光客の街のイメージを改善しようとする政府の努力のために、わずか22に減少した。2019年7月に、KARA、KAWA、プサン動物虐待防止同盟（Busan KAPCA）、ヒューマン・ソサイエティ・インターナショナル韓国支部（Humane Society International/Korea）を含む大韓民国の動物グループらは、釜山市長が亀浦犬肉市場を閉鎖するのを支援した。当局はそれを公共の公園に置き換えることを計画している。
2018年11月21日に韓国は太平洞として知られる国の主要なイヌの屠殺場を閉鎖した。その屠殺場は城南市にあった。城南市議会は2013年に食肉処理場の閉鎖に投票し、その地域を地域公園に変えるとしている。

## 食肉用のイヌ
食肉用に飼育されている主な犬種は、ヌロンイまたは黄狗と一般に呼ばれる、ありふれた在来種である。ヌロンイは現在韓国で食肉用に屠殺されている唯一のイヌのタイプとは限らない。2015年に、『The Korea Observer』は、ラブラドール・レトリバー、およびコッカースパニエルをふくむさまざまなペットの犬種が食べられるように飼育されており、食肉のために屠殺されたイヌの中にはかつて人間のペットだったものもあると報告した。ヒューマン・ソサイエティ・インターナショナル (HSI)韓国支部は、2015年からイヌの飼育農家らと協力してイヌ飼育場を閉鎖し、それらイヌの新しい飼い主を世話する手助けをしている。2020年8月現在、HSIは16の犬肉飼育場を閉鎖し、2,000頭以上のイヌを救出した。
Korean Animal Rights Advocates （KARA）によると、全国で約3,000の犬肉飼育場が運営されており、その多くは、ペット業界の子犬工場からのオーバーフローとしてイヌらを受け取る。現在のもっと深刻な問題は、犬肉の需要が減少していることに起因するペット用の子犬を大量生産するパピーミル業界からあふれ出る過剰なイヌたちであるとされる。
多くのイヌは感電死によって屠殺されるが、2007年の動物保護法下では違法であるにもかかわらず、中にはは放血の前に首を吊られたりあるいは頭部を殴られることもある。2015年には、レトリーバーを食肉犬として販売するためには20万ウォン以上の費用がかかると報じられた。

## 料理の種類

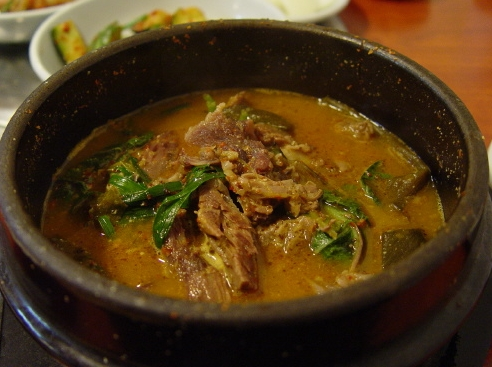
補身湯

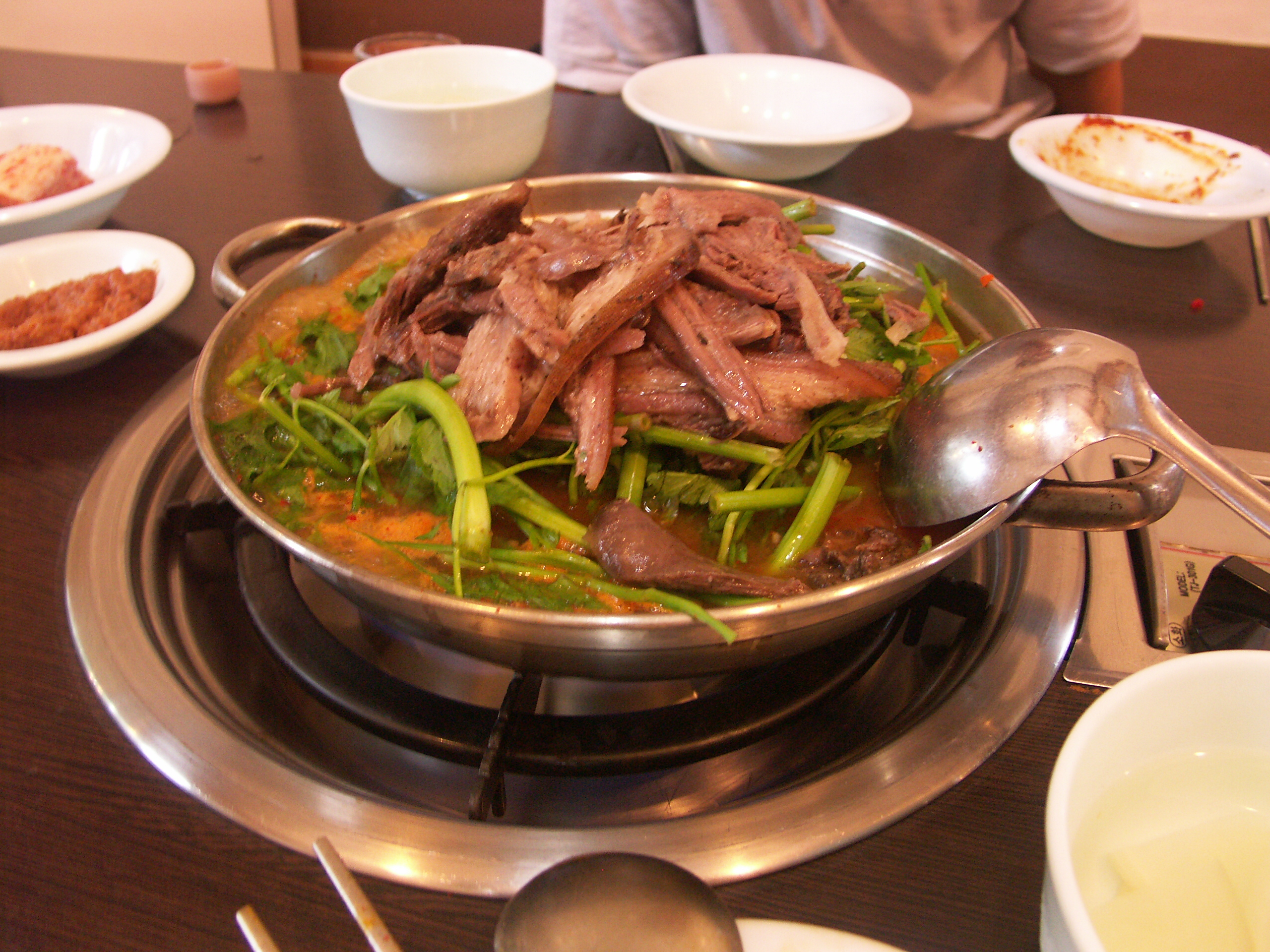
ケゴギ・ジョンゴル

- 補身湯（ポシンタン）は煮込んだ犬肉と野菜のスープで[31]、暑さ負けしないように夏に食べる[32]。ケジャンクク（개醤국）、ケジャン（개醤）、クジャン（狗醤)、チヤンタン（地羊湯)、ヨンヤンタン（営養湯）、サチョルタン（사철湯）とも呼ばれる[32] 。
- ケゴギ・ジョンゴル - 犬肉を使い、大きなジョンゴル鍋で作る鍋料理。
- ケ・スユク - ゆでた犬肉料理[31]。
- ケゴギ・ムチム - 蒸した犬肉と韓国ネギおよびスパイス、野菜を混ぜたあえ物[31]。
- 犬焼酎 - 犬肉と生姜、栗、棗のような中国の薬成分を混ぜた薬用飲料で、健康を活性化させる[33][34]。

## 国際的な反応
韓国政府はソウルの1988年夏季オリンピックの期間中、悪評を避けるために、イヌの死骸を窓に掛けないようにと肉屋へ要求するとともに、犬肉を消費しないよう市民を促した。また西側からの訪問者に対する国のイメージを向上させるために、ヘジャンククを提供するすべてのレストランを閉鎖した。1998年のウェブサイト Salon はサイトで公開した記事にて、政府によって10年間公式に禁止されていたにもかかわらず、当時2万近くのレストランがまだ犬肉を提供していたと報告した。1996年に韓国が経済協力開発機構に参加することに成功したことで、犬肉文化に対する新たな批判の波が押し寄せた。活動家らは日本で1964年東京オリンピック後に鯨肉消費が減少したことから、韓国人は犬肉の消費を減らすべきだ、と主張している。
この論争は2001年の2002FIFAワールドカップの間に再び表面化した。大会主催者はPETAのような動物権利グループからの圧力を受けて、韓国政府に犬肉問題に再度取り組むよう要求した。フランスの動物権利団体を運営するブリジット・バルドーは、2002年のFIFAワールドカップの間に韓国で犬肉を禁止する運動を開始した。バルドーは韓国政府がソウルのレストランでの犬肉の販売を禁止しなかった場合、試合をボイコットするように勧めた。

### 情報源
- Ahn, Y. (2000). 한국인과 개고기 [Koreans and dog meat]. Seoul: Hyoil. (ISBN 8985768964)
- Seo, J. (2002). 한국무속인열전 1 [Korean Shamans I]. Seoul: Woosuk Publishing. (ISBN 8936104314)

## 読書案内
- Yong-Geun Ann, PhD (ko, en). Dog Meat. Hyoil Book Publishing Company.  オリジナルの2011-07-22時点におけるアーカイブ。 2009年9月18日閲覧。 (contains some recipes)
- June Kim. The Dog Butcher
- An English translation of the Korean Animal Protection Law (2007)